# Dale Jamieson
Dale Jamieson (* 21. Oktober 1947 in Sioux City, Iowa, USA) ist ein US-amerikanischer Professor für Umweltwissenschaften, Philosophie und Rechtswissenschaften an der New York University.

## Leben
Jamieson wurde am 21. Oktober 1947 in Sioux City, Iowa, geboren. Die Familie zog später nach Waterloo, wo er in der Nähe großer fleischverarbeitender Betriebe aufwuchs. Um das Jahr 1959 zog sie weiter nach Kalifornien. Seine Eltern ermöglichten ihm, trotz der einfachen Verhältnisse, in denen sie lebten, ab dem Alter von 14 den Besuch eines lutherischen Internats in Oakland, nahe San Francisco. Neben der lutherischen Moraltradition beeinflusste ihn auch die Protestkultur und Gegenöffentlichkeit im San Francisco der 1960er Jahre.
Er begann 1967 ein Studium an der San Francisco State University, das er 1970 mit einem B.A. in Philosophie und Religion abschloss. Im Jahr 1976 erhielt er einen Ph.D. (Philosophie) der University of North Carolina, Chapel Hill für seine Arbeit im Gebiet der Sprachphilosophie. Sein Doktorvater war Paul Ziff, dessen Einfluss Jamieson als „greifbar in allem, was er denkt und schreibt“ nennt. Seine Berufslaufbahn begann er an der North Carolina State University, wo er Tom Regan kennenlernte und bis Ende der 1970er Jahre mit ihm zusammenarbeitete. Dessen 1975 veröffentlichter Essay The Moral Basis of Vegetarianism veranlasste Jamieson, sich ebenfalls mit der Tierethik zu beschäftigen.
Von 1978 bis 1980 war Jamieson an der State University of New York beschäftigt, danach Professor für Philosophie an der University of Colorado und Professor für die menschlichen Dimensionen globalen Wandels am Carleton College. Im Jahr 1985 lernte er den Ethologen Marc Bekoff kennen, mit dem zusammen er einige Artikel veröffentlichte und sich der philosophischen Ausbildung von Wissenschaftlern und der Verbreitung tierethischer Gedanken widmete. Seit 2004 ist Jamieson Professor für Umweltwissenschaften und Philosophie an der New York University.

## Umwelt- und Klimaethik
Zu Jamiesons meistzitierten Schriften zählen Aufsätze über Umweltethik und hier besonders zur Klimaethik. Er beschreibt seine Herangehensweise an die Umweltethik als aus philosophischer Perspektive naturalistisch, aus moralischer Perspektive konsequentialistisch und aus metaethischer Perspektive konstruktivistisch.
Jamieson war einer der wenigen Philosophen, die bereits zu Beginn der 1990er Jahre über das Problem des menschenverursachten Klimawandels schrieben. Stephen Mark Gardiner bezeichnet ihn als einen der Pioniere der Klimaethik. Jamieson meint, dass die Klimadiplomatie, die mit der Rio-Konferenz 1992 begann, mit der Klimakonferenz in Kopenhagen 2009 endgültig Schiffbruch erlitten hat. Als größte unter vielen Hürden nennt Jamieson die evolutionäre Entwicklung des Menschen, die ihn nicht mit der Fähigkeit ausgestattet habe, den graduellen, kaum merklichen, von kurzfristigen stochastischen Prozessen überlagerten Klimawandel als unmittelbare Bedrohung wahrzunehmen und ein solches globales, zeitlich nahezu unbeschränktes Problem mit seinen indirekten Wirkungen zu verstehen und darauf zu antworten.

“Underneath these reactions are some deep truths about our animal nature. Climate change must be thought rather than sensed, and we are not very good at thinking. Even if we succeed in thinking that something is a threat, we are less reactive than if we sense that it is a threat. Consider the difference between touching a hot stove and being told that the stove is hot. Scientists are telling us that the world is warming, but we do not sense it and so we do not act. This is the hardest problem to overcome.”

„Diesem Verhalten liegen tiefe Wahrheiten über unsere tierische Natur zu Grunde. Klimawandel muss gedacht statt gefühlt werden, und wir sind nicht besonders gut im Denken. Selbst wenn es uns gelingt zu denken, dass etwas eine Bedrohung ist, sind wir weniger reaktiv als wenn wir die Bedrohung fühlen. Nehmen Sie den Fall, einen heißen Herd zu berühren oder gesagt zu bekommen, dass der Herd heiß sei. Wissenschaftler sagen uns, dass sich die Erde erwärmt, aber wir spüren es nicht und also handeln wir nicht. Das ist das am schwersten zu überwindende Problem.“

Grund für vorsichtigen Optimismus sieht Jamieson darin, dass die Umweltbewegung inzwischen in den meisten Staaten politisch etabliert sei. Das Ringen um die Stabilisierung des Klimas finde nun primär innerhalb der Staaten statt. Wir müssen uns einstweilen, seiner Ansicht nach, mit der Mobilisierung eines breiten Spektrums an Akteuren und mit einer verworrenen Vielzahl multilateraler politischer Maßnahmen statt des einen sicheren Königswegs begnügen und hoffen, dass die schlimmsten Szenarien nicht eintreffen.

## Tierethik
Ein großer Teil von Jamiesons Veröffentlichungen behandelt Mensch-Tier-Beziehungen, Tiere selbst und insbesondere die kognitive Ethologie. Er vertritt im Wesentlichen eine utilitaristisch begründete Tierschutzposition, die einen besonderen Fokus auf die individuelle Freiheit von Menschen und anderen Tieren legt. Seine Essays Against Zoos („Gegen zoologische Gärten“) und Animal Liberation is an Environmental Ethic („Die Tierbefreiungsethik ist eine Umweltethik“) wurden vielfach nachgedruckt und rezipiert. In seinem Aufsatz zu Zoos argumentiert Jamieson, dass verschiedene Verteidigungen von Zoos sich auf verschiedene Typen von Zoos beziehen und teilweise miteinander inkompatibel sind. Sein Angriff gegen Zoos stützt sich dann auf die These, dass diese Leiden verursachen und dabei dem vorgeblichen Aufklärungszweck nicht nachkommen können, weil sie „uns [Menschen] ein falsches und gefährliches Bild von unserer eigenen Stellung in der Welt“ vermitteln.
Weiterhin nahm er in den 1980ern einen versöhnlichen Einfluss auf die teilweise sehr scharf ausgetragenen Debatten zwischen Anhängern einer Umweltethik und denen einer Tierbefreiungsposition:

„Die Bewegung derjenigen, die sensibilisiert sind gegenüber den Interessen der Umwelt und der Tiere, steckt noch in den Kinderschuhen. Wir befinden uns in einer kulturellen Übergangszeit, zwischen einer Ideologie, die Natur als eine auszubeutende Ressource versteht hin zu einer Kultur, die die Wichtigkeit einer Lebensweise in Harmonie mit der Natur begreift. Es wird eine lange Zeit beanspruchen, bis wir die genauen Implikationen dieser Debatten begreifen. Doch für den Moment ist es wichtig, zu verstehen, dass die Tierbefreiungsethik eine Umweltethik ist und in dieser Familie willkommen sein sollte.“

## Schriften
Monografien
- Naomi Oreskes, Michael Oppenheimer, Dale Jamieson: Discerning Experts: The Practices of Assessment for Environmental Policy. The University of Chicago Press, 2019, ISBN 978-0-226-60201-1.
- Dale Jamieson: Reason in a Dark Time: Why the Struggle Against Climate Change Failed – And What It Means for Our Future. Oxford University Press, 2014, ISBN 978-0-19-933766-8.
- Dale Jamieson: Ethics and the environment: an introduction. Cambridge University Press, 2008, ISBN 978-0-521-86421-3.
- Dale Jamieson: Morality’s Progress: Essays on Humans, Other Animals, and the Rest of Nature. Oxford University Press, 2003, ISBN 0-19-925145-2.

### Aufsätze (Auswahl)
- Dale W. Jamieson, Marcello Di Paola: Klimawandel und globale Gerechtigkeit: Neues Problem, altes Paradigma? In: Angela Kallhoff (Hrsg.): Klimagerechtigkeit und Klimaethik. De Gruyter, 2015, doi:10.1515/9783110401066-003 (englisch: Climate Change and Global Justice: New Problem, Old Paradigm? 2014.).
- Dale Jamieson: Against zoos. In: In Defense of Animals: The Second Wave. Basil Blackwell, New York 2005, S. 132–144 (animal-rights-library.com).
  - Gegen zoologische Gärten. In: Peter Singer (Hrsg.): Verteidigt die Tiere – Überlegungen für eine neue Menschlichkeit. Ullstein, Wien 1986.
- Dale Jamieson: Animal liberation is an environmental ethic. In: Environmental Values. Band 7, Nr. 1, 1998, S. 41–57, doi:10.3197/096327198129341465.
- Dale Jamieson: Ethics and intentional climate change. In: Climatic Change. Band 33, Nr. 3, 1996, S. 323–336, doi:10.1007/BF00142580.
- Dale Jamieson: Ethics, public policy, and global warming. In: Global Bioethics. Band 5, Nr. 1, 1992, S. 31–42, doi:10.1177/016224399201700201.

### Herausgeberschaft (Auswahl)
- Dale Jamieson (Hrsg.): A companion to environmental philosophy. John Wiley & Sons, 2003, ISBN 978-1-4051-0659-7.
- Dale Jamieson (Hrsg.): Singer and His Critics. 1. Auflage. Wiley-Blackwell, 1999, ISBN 1-55786-909-X.
- Paul Ziff und Dale Jamieson (Hrsg.): Language, Mind, and Art: Essays in Appreciation and Analysis in Honor of Paul Ziff. Kluwer Academic Publishers, 1994, ISBN 0-7923-2810-8.